# Toumeyella virginiana
Toumeyella virginiana är en insektsart som beskrevs av Williams och Kosztarab 1972. Toumeyella virginiana ingår i släktet Toumeyella och familjen skålsköldlöss. Inga underarter finns listade i Catalogue of Life.